# Rhododendron wolongense
Rhododendron wolongense är en ljungväxtart som beskrevs av W.K. Hu. Rhododendron wolongense ingår i släktet rododendron, och familjen ljungväxter. Inga underarter finns listade i Catalogue of Life.